# Alopecosa lessertiana
Alopecosa lessertiana este o specie de păianjeni din genul Alopecosa, familia Lycosidae, descrisă de Brignoli, 1983. Conform Catalogue of Life specia Alopecosa lessertiana nu are subspecii cunoscute.